# Дудкі-Кольонія
Дудкі-Кольонія (пол. Dudki-Kolonia) — село в Польщі, у гміні Моньки Монецького повіту Підляського воєводства.
У 1975-1998 роках село належало до Білостоцького воєводства.